# Air Bucks
Air Bucks est un jeu vidéo de simulation économique développé par Impressions Games et publié par Sierra On-Line en 1992 sur Amiga, Atari ST et DOS. Le joueur y dirige une compagnie aérienne et doit faire face à plusieurs concurrents, gérés par l’ordinateur ou d’autres joueurs. Les joueurs doivent notamment acquérir des droits d’atterrissage dans différents villes du monde, puis créer des lignes aériennes entre ces villes auxquelles. A ces lignes, ils peuvent assigner des avions de différents types, en fonction de leur autonomie et de leur capacité. Ils peuvent également définir les prix des billets, qui détermine si la ligne est rentable ou non,.
Impressions Games a développé une version amélioré du jeu, baptisé Air Bucks 1.2 et publiée en 1993, qui bénéficie notamment de graphismes en VGA,.

## Accueil
| Air Bucks                |      |       |
| Média                    | Pays | Notes |
| Amiga Action             | GB   | 75 %  |
| Amiga Format             | GB   | 72 %  |
| Amiga Power              | GB   | 70 %  |
| Amiga User International | GB   | 71 %  |